# Sulisławice (powiat świdnicki)
Sulisławice (niem. Zülzendorf) – wieś w Polsce położona w województwie dolnośląskim, w powiecie świdnickim, w gminie Świdnica.

## Podział administracyjny
W latach 1975–1998 miejscowość należała administracyjnie do województwa wałbrzyskiego.

## Nazwa miejscowości
Nazwa miejscowości pochodzi od staropolskiego imienia założyciela Sulisława składającego się z dwóch członów: Suli- ("obiecywać" albo "lepszy, możniejszy") i -sław ("sława") oznaczających "tego, który cieszy się lepszą sławą od innych". Heinrich Adamy w swoim dziele o nazwach miejscowych na Śląsku wydanym w 1888 roku we Wrocławiu wymienia jako pierwotną zanotowaną nazwę wsi Sulislawicz podając jej znaczenie "Dorf des Sulislaw" - "Wieś Sulisława".

## Zabytki
Do wojewódzkiego rejestru zabytków wpisany jest:
- park pałacowy, z drugiej połowy XIX w.

inne zabytki:
- pałac z XVIII w., powstał w miejscu zamku wodnego, obecnie ruina.